# Співоча революція
Співоча революція, також Пісенна революція (ест. laulev revolutsioon, латис. dziesmotā revolūcija, лит. dainuojanti revoliucija) — серія мирних акцій протесту в Балтійських республіках СРСР у 1987–1991 роках, головною метою яких було відновлення державного суверенітету Естонії, Латвії та Литви.
Мети революції було досягнуто без значних руйнувань, але не без жертв серед населення. Унаслідок штурму телевізійної вежі у Вільнюсі 13 січня 1991 року загинуло 14 мирних демонстрантів. Також бійцями Ризького загону ОМОН МВС СРСР було вбито двох латвійських міліціонерів і трьох мирних мешканців у Ризі 20 січня 1991 року. Пізніше, той же загін (спільно з бійцями з Вільнюса) був причетний до вбивства семи литовських митників і поліціянтів на кордоні Литви з Білоруссю 31 липня 1991 року.

## Передреволюційна ситуація
У середині 1980-х років в країнах Балтії вже тривала дискусія про суверенітет і оцінки історії XX століття. На хвилі інтересу до національної культури відбулася маса музичних фестивалів та конкурсів, які отримали назву «Співоча революція». Найбільшим і важливим було Свято пісні і танцю в Естонії, історія якого на той момент налічувала близько 120 років. Але націоналістично налаштована молодь інших балтійських республік почала збирати свої заходи. В Литві цим зайнялися клуб «LITUANIKA», який проводив щорічні фестивалі, а також експериментальне молодіжне об'єднання з організації дозвілля «Центр» і Вільнюський клуб молодіжної музики, які у 1988 році провели «Рок-марш». На такі події з'їжджалися люди з усієї Балтії, обмінювалися думками, що лише підігрівали націоналістичні настрої і сприяли об'єднанню однодумців в гуртки та незалежні товариства.

## Перебіг подій

### Литва
Бажаючих добитися незалежності Литви об'єднав Литовський рух за перебудову — «Саюдіс». 3 червня 1988 року у великому залі Академії наук Литовської РСР була створена ініціативна група, до якої увійшли 35 чоловік — діячі культури, вчені та журналісти. До їх числа потрапили актор Регімантас Адомайтіс, поет Юстінас Марцинкявічюс, економіст Казимира Прунскене, письменник Вітаутас Петкявічюс, музикознавець Вітаутас Ландсбергіс та ін. «Саюдіс» був дуже популярним: вже у жовтні на першому установчому з'їзді зібралися 180 тисяч осіб, зокрема представники політичної еліти. Спершу активісти виступали не за вихід із Союзу, а за широку політичну, економічну та культурну автономію і навіть співпрацювали із комуністами. Але до кінця року рух все більше схилявся до ідей сепаратизму, агітував за політичну реформу всього СРСР і суверенітет для усіх республік.
За ініціативою «Саюдіса» 7 жовтня 1988 року відбулася церемонія підняття національного стягу на вежі Гедиміна у Вільнюсі. 18 листопада прапор Литви був узаконений поправками до Конституції, внесеними Верховною Радою республіки, і набув офіційного статусу. Навесні 1989 року рух «Саюдіс» був офіційно зареєстрований.
26 травня 1989 року Верховною Радою Литовської РСР була прийнята «Декларація про державний суверенітет Литви». Того ж дня одноголосно були прийняті поправки до республіканської Конституції, рекомендовані «Саюдісом». Згідно з цими поправками у Литві панували місцеві закони, запроваджувалось литовське громадянство, земля оголошувалась державною власністю. Відносини Литви з іншими державами, зокрема й з СРСР, повинні були регулюватися на основі міждержавних відносин.
Поступово націоналістичні виступи по всій Прибалтиці набули масового характеру. Найзнаменитіша акція за незалежність в той період отримала назву «Балтійський шлях» — понад 2 мільйони чоловік утворили живий ланцюг, який простягнувся майже на 600 кілометрів від вежі Довгий Герман у Таллінні до вежі Гедимінаса у Вільнюсі. Подію приурочили до 50-річчя від дня підписання пакту Молотова — Ріббентропа, згідно з яким Прибалтика була анексована СРСР під час Другої світової війни. Це рішення вважається початком «радянської окупації Прибалтики», хоча насправді Москві не довелося захоплювати майбутні радянські республіки силоміць. Тим не менш Кремль пішов назустріч прибалтам. 24 грудня 1989 року З'їзд народних депутатів СРСР прийняв резолюцію, яка визнала існування секретного протоколу до пакту Молотова — Ріббентропа і засудила його. Це дозволило лідерам «Саюдіса», головним із яких став музикознавець Вітаутас Ландсбергіс, відкрито говорити про «окупацію Радянським Союзом».
24 лютого 1990 року відбулися чергові вибори до Верховної Ради Литовської РСР, за підсумками яких представники «Саюдіса» отримали дві третини голосів. На першому ж засіданні 11 березня 1990 року парламент прийняв «Акт про відновлення незалежної Литовської держави», який спричинив розгубленість Союзного центру. Одразу після здобуття незалежності Литви Президент СРСР Михайло Горбачов підписав 22 березня указ «Про додаткові заходи щодо забезпечення прав радянських громадян, охорони суверенітету Союзу РСР на території Литовської РСР», в якому передбачалося провести вилучення зброї у населення та організацій Литви. У відповідь Верховна Рада Литовської Республіки прийняла звернення «До народів, урядів та людей доброї волі світу» з констатацією підготовки насильства «проти Литовської Республіки та її громадян іншою державою» і проханням «своїми протестами протидіяти можливому використанню сили». Тоді ж радянські десантники захопили у Вільнюсі будівлю міськкому, Вищу партійну школу і Будинок політпросвітництва. 18 квітня 1990 року Кремль оголосив економічну блокаду Литви і припинив постачання нафти і газу, зокрема й на нафтопереробний завод у Мажейкяї. 
24 квітня Верховна Рада Литовської Республіки оголосила про формування державної комісії з підготовки та реалізації плану антиблокадних заходів, яку очолила прем'єр-міністр Литви Казимира Прунскене. Наступного дня 52-річний мешканець міста Маріямполе Станісловас Жемайтіс вчинив акт самоспалення навпроти Большого театру у Москві — на знак протесту проти блокади. 27 квітня біля будівлі Верховної Ради Литви відбувся протест проти окупації Литви Радянським Союзом, на якому 500 юнаків спалили свої військові квитки на знак відмови від служби в окупаційній армії.
З кожним днем соціально-економічна ситуація в Литві все більше погіршувалася. Цукру, солі та маргарину залишалося на два місяці, рослинна олія, яка до цього завозилася з України, стрімко закінчувалась. Через нестачу сировини до 1 травня в Литві втратили роботу понад 35 тисяч чоловік.
Республіка вирішила відповісти і запровадила контрсанкції, скоротивши на 10% постачання м'ясомолочної продукції в СРСР. Паралельно литовська влада взялася реконструювати порт Клайпеди, аби отримувати відсутню сировину із країн Заходу. Згодом між Литвою, Латвією та Естонією було підписано угоду про створення Балтійського ринку, який повинен був зменшити залежність від СРСР.
Однак подібні заходи не справили належного ефекту. Перебої з постачаннями призвели до дефіциту споживчих товарів, зростання цін у три рази і запровадження продовольчих талонів. 29 червня Верховна Рада Литви оголосила стоденний мораторій на «Акт про незалежність», який набував чинності після початку перемовин з СРСР. 
30 червня 1990 року на Мажейкяйське нафтопереробне підприємство знову почала надходити нафта. 6 липня Міністерство закордонних справ СРСР направило консульським службам циркуляр, який скасовував обмеження на в'їзд до Литви на період перемовин. Наступного дня було припинено блокаду залізниці.
Економічна блокада, яка тривала два з половиною місяці, завдала Литві збитків, що склали 11% ВВП. 28 грудня 1990 року було анульовано мораторій на «Акт про незалежність», наслідком якого стала активізація прорадянських сил.
7 січня 1991 року уряд Казимири Прунскене здійснив лібералізацію цін. Наступного дня прорадянські організації провели мітинг біля будівлі Верховної Ради Литви, учасники якого вимагали скасування підвищення цін на основні продукти харчування, відставки литовського уряду і навіть здійснили спробу увірватися до будівлі. У виступі по радіо і телебаченню голова Верховної Ради Вітаутас Ландсбергіс закликав прихильників незалежності не допустити захоплення парламенту, урядових будівель та найважливіших об'єктів інфраструктури.
9 січня мітинг у Вільнюсі під гаслом «Хай живе СРСР!» продовжився. Його учасників підтримав Президент СРСР Михайло Горбачов, який вимагав скасування антиконституційних актів і відновлення дії радянської Конституції. Наступного дня уряд Казимири Прускене подав у відставку через зростання цін, а її наступником став Альбяртас Шімєнас. 11 січня підрозділи внутрішніх військ МВС захопили Будинок друку у Вільнюсі, ретрансляційний телевізійний вузол у Неменчині, інші громадські будівлі у Каунасі, Алітусі, Шяуляї та Варені. Керівництво Верховної Ради Литовської Республіки закликало населення вийти на вулиці і взяти участь в охороні будівель Верховної Ради, радіоцентру, телевежі, телефонних станцій. 
Побоюючись втратити контроль над ситуацією, ЦК Компартії Литви сформував того ж дня Комітет національного порятунку (діяв до кінця січня), і взяв на себе відповідальність за врегулювання кризи. Після декількох спроб переконати лідерів «Саюдіса» припинити антирадянську пропаганду і «штучно нагнітати напруженість» комітет звернувся по допомогу зі встановлення контролю над телебаченням і радіо до МВС СРСР та керівництва Вільнюського гарнізону. В Литву були направлені військовослужбовці спецпідрозділу «Альфа» і частини Псковської ПДВ. 12 січня радянські солдати взяли під контроль ряд об'єктів у Вільнюсі, зокрема будівлю Департаменту охорони краю на вулиці Костюшка і телефонний підсилювальний вузол. 
В ніч на 13 січня десантники захопили штурмом телецентр у Вільнюсі і будівлю телерадіокомітету, які утримували до підходу внутрішніх військ. Внаслідок операції загинули 14 чоловік, 31 отримав важкі поранення, понад 1 тисяча осіб постраждали. Того ж дня Литовський Сейм обрав нового прем'єр-міністра, яким став Ґядімінас Вагнорюс.
9 лютого 1991 року у Литві відбувся референдум, на якому за незалежність республіки проголосували понад 90% громадян. З боку Радянської влади продовжувався тиск на республіку, наслідком якого стало встановлення незаконних митних постів на кордонах Литви. Навесні-влітку 1991 року ці пости регулярно знищувались шляхом спалення встановлених «митниками» вагончиків і розгону самозванців силами ЗМОП. 
18 травня 1991 року, в районі містечка Шальчинінкай, литовськими бойовиками був вбитий дільничний інспектор Вороновського РВВС Білорусі, капітан Олександр Фіясь. Наступного дня брат вбитого дільничного здійснив вбивство литовського «митника» Ґінтараса Жагуніса. Проте найрезонансніший інцидент стався в ніч на 31 липня 1991 року. Четверо людей у камуфляжі, озброєні АК-74 з глушниками, увірвалися на митний пост у Мядинінкаї на кордоні з Білоруссю. Вісьмох «митників» поклали на підлогу і вбили пострілами в потилицю. Спаливши пост, нападники розстріляли двох дорожніх поліцейських, які стали випадковими свідками розправи. Живим залишився лише один важко поранений «митник», який назавжди залишився інвалідом.
Провал серпневого путчу у Москві остаточно вирішив долю відновленої Литовської Республіки. 6 вересня 1991 року Державна Рада СРСР офіційно визнала незалежність Литви.

### Латвія
Влітку 1987 року в Латвійській РСР розпочалися публічні акції протесту опозиції. В ЗМІ республіки розгорнулася кампанія критики сталінських репресій, зокрема депортації латишів, а також радянсько-німецького пакту про ненапад, який представлявся як злочинна змова диктаторів Гітлера і Сталіна про поділ Східної Європи. Кампанія переслідувала мету дискредитувати існуючий державний устрій і довести протиправність входження Латвії до складу СРСР (пізніше на Першому з'їзді народних депутатів СРСР у травні-червні 1989 року, представники Прибалтійських республік проявили виключну наполегливість, добиваючись прийняття рішення про правову оцінку пакту Молотова — Ріббентропа). 10 липня 1988 року в Ризі був заснований Рух за національну незалежність Латвії, який проголосив своїм завданням відновлення незалежної Латвійської Республіки. Згодом ця вимога стала головною і висувалася в ході численних акцій опозиції, зокрема в рамках свята латиської пісні, що дало підстави називати події в Латвії «співочою революцією». 8–13 серпня 1988 року член Політбюро ЦК КПРС Олександр Яковлєв, який відвідав Латвійську РСР, підтримав прагнення до лібералізації суспільного та культурного життя республіки. 
У жовтні 1988 року був утворений Народний фронт Латвії (НФЛ), головними вимогами якого стали відновлення суверенітету і духовне відродження латиського народу. Різко негативна позиція НФЛ по відношенню до іноземців, які проживали у республіці, поклала початок етнічному розмежуванню латиського суспільства. 8 січня 1989 року представники російського та російськомовного населення Латвії заснували Інтернаціональний фронт трудящих Латвійської РСР (Інтерфронт), який виступав проти обмеження прав нетитульних народів Латвії та виходу республіки зі складу СРСР. Однак дії Інтерфронту не змогли переламати ситуацію і зупинити процес суверенізації Латвії. 5 травня 1989 року Верховна Рада Латвійської РСР прийняла закон про надання латиській мові статусу державної, 27 липня — закон про господарську самостійність Латвії, 28 липня — Декларацію про державний суверенітет Латвії. 15 лютого 1990 року Верховна Рада затвердила державну символіку Латвійської Республіки і засудила рішення Народного Сейму про входження Латвії до СРСР.  
На виборах до Верховної Ради Латвійської РСР, які відбулися навесні 1990 року, НФЛ отримав дві третини голосів. Новий склад вищого законодавчого органу республіки, який очолював голова Президії Верховної Ради Анатолій Горбунов, прийняв 4 травня 1990 року Декларацію про відновлення державної незалежності Латвійської Республіки і оголосив про початок перехідного періоду у вирішенні цього питання (на проведеному 3 березня 1991 року референдумі цю декларацію підтримали майже 74% громадян). У відповідь 20 травня 1990 року Інтерфронт і ряд інших організацій заснували Комітет із захисту конституцій та прав громадян СРСР та Латвійської РСР, який очолив перший секретар ЦК Компартії Латвії Альфред Рубікс. 25 листопада цей комітет був перетворений на Вселатвійський комітет громадського порятунку (ВКГС), який звернувся до Президента СРСР Михайла Горбачова з проханням запровадити президентське правління. Однак це рішення не було здійснено, так як Горбачов не санкціонував застосування сили. Секретар Компартії Оярс Потрекі вимагав відставки уряду і Верховної Ради республіки, погрожуючи політичним страйком.
13 січня 1991 року в Ризі відбувся багатотисячний мітинг Народного фронту на підтримку Верховної Ради і Ради міністрів незалежної Латвії. У подальші дні між протиборчими сторонами тривали локальні сутички, які розпочалися із розведення вогнища на Домській площі. Ввечері 20 січня, коли в Ризі вже повсюди були зведені барикади, Ризький ЗМОП захопив будівлю місцевого МВС. Внаслідок стрілянини загинули п'ятеро людей, близько десяти були поранені. 
В цей час прагнення керівництва Латвії до здобуття республікою повної незалежності отримали активну підтримку з боку керівництва РРФСР на чолі з Борисом Єльциним. 31 липня – 1 серпня 1990 року в Москві та 10–11 серпня 1990 року в Ризі та Юрмалі відбулися переговори російської та латвійської делегацій, на яких була досягнута домовленість про взаємне визнання суверенітету обох республік та їх статусу як суб'єктів міжнародного права. 13 січня 1991 року у Таллінні Єльцин і Горбунов підписали договір про основи відносин між Росією та Латвією. 
Серпневий путч уряд Латвії використав для остаточного виходу республіки зі складу СРСР. 21 серпня 1991 року Верховна Рада проголосила незалежність Латвії, а 23–24 серпня заборонила діяльність Компартії, Інтерфронту та ВКГС. 6 вересня 1991 року Радянський Союз офіційно визнав незалежність Латвійської Республіки. 

### Естонія
Масовий рух за незалежність Естонії розпочався навесні 1987 року з протесту спільноти проти варварського видобутку фосфоритів, який завдавав країні серйозних екологічних збитків. До проблеми захисту навколишнього середовища додалося гостре обговорення демографічних та політичних проблем. 15 серпня 1987 року була утворена Естонська група з оприлюднення пакту Молотова — Ріббентропа, за ініціативою якої 23 серпня відбувся мітинг у талліннському парку Хірве, де прозвучала вимога надати розголошенню секретний протокол до пакту про ненапад і ліквідувати його наслідки.
До того часу молодий композитор Ало Маттійзен і поет Юрі Леєсмент написали пісню «Жодна країна не самотня», у якій підкреслювалась спільність всього населення Естонії і солідарність з мешканцями Виру, де повинна була з'явитися шахта. Різні куплети пісні виконували загалом десять найпопулярніших попзірок Естонської РСР, яка швидко набула великої популярності. Ймовірно, прикладом став благодійний проєкт США «Ми — світ», який відбувся за два роки до цього.
Справжня «співоча революція» розпочалась у 1988 році, коли виконання патріотичних пісень на різних масових заходах стало нормою. Цей рік вважається піком «співочої революції»: через політичну активність народних мас, викликаних підйомом національної самосвідомості, літні місяці цього року отримали назву «спекотного літа».
Із кількох десятків найулюбленіших пісень сформувався основний репертуар, пісні з якого виконували артисти зі сцени, і співали люди в колі сім'ї. Одну його частину становили пісні часів національного пробудження естонського народу, зокрема й гімн Естонської Республіки «Моя вітчизна, моє щастя і радість», за публічне виконання якого ще кілька років тому могли покарати як за «хуліганство». Додалися й популярні пісні сучасних артистів, виконувані в різних жанрах (рок, фолк та ін.). Найпопулярнішим став написаний тандемом Маттійзен-Леєсмент цикл «П'ять пісень часів пробудження», частково заснований на обробках національних хорових пісень сторічної давнини. Осучаснені слова підкреслювали важливість традицій та спільності народу, при цьому звертаючи увагу на актуальні проблеми, такі як недбальство державної влади і зростання міграції.
Популярні співаки виконували патріотичні пісні і на різних музичних фестивалях, і на політичних заходах, а слухачі, кількість яких нерідко перевищувала десятки тисяч чоловік часто підспівували. Одним з найбільш значущих заходів стала організована Народним фронтом у вересні 1988 року на Талліннському співочому полі акція «Пісня Естонії», яка зібрала близько 300 тисяч чоловік. Також співали на «Балтійському шляху» у серпні 1989 року та на інших великих національних заходах.
«Співоча революція» зіграла дуже важливу роль у відновленні незалежності Естонії. 13 квітня 1988 року був утворений Народний фронт Естонії, який спершу підтримував оголошену Горбачовим перебудову, але прагнув до автономії Естонії у складі СРСР. Поряд з ним набирали силу й більш радикальні течії. В цих умовах 16 червня 1988 року консервативного Карла Вайно на посаді першого секретаря ЦК Компартії Естонії змінив Вайно Вяльяс, який здійснив невдалу спробу перехопити ініціативу в опозиції і поставити Компартію на чолі реформістського руху. У серпні 1988 року утворилася Партія національної незалежності. Починаючи з осені ідеї незалежності Естонії набували все більшої популярності. 16 листопада 1988 року Верховна Рада Естонської РСР прийняла Декларацію про державний суверенітет, яка проголосила верховенство законів Естонії над союзними.
Товариство захисту пам'ятників старовини, Естонська партія національної незалежності та Естонський християнський союз 24 лютого 1989 року оприлюднили заклик розпочати підготовку до виборів у Конгрес Естонії, який був закликаний стати альтернативним Верховній Раді парламентом. Через рік, 24 лютого 1990 року відбулися вибори до Конгресу Естонії, більшість місць у якому отримала Естонська партія національної незалежності. 11–12 березня 1990 року Перший з'їзд делагатів Конгресу прийняв Маніфест про бажання естонського народу відновити незалежність Естонії. Одночасно у республіці відбулися вибори до Верховної Ради, перемогу на яких здобув Народний фронт Естонії, який підтримав ідею про проголошення незалежності. 
30 березня 1990 року Верховна Рада Естонської РСР прийняла постанову про державний статус Естонії, в якому проголосила початок відновлення державної незалежності і оголосила перехідний період до формування конституційних органів влади. 8 травня 1990 року була проголошена Естонська Республіка, згодом визнана багатьма державами. 16 травня було прийнято закон про основи тимчасового порядку управління Естонією, згідно з яким припинялася підпорядкованість органів державної влади, управління, суду та прокуратури Естонії відповідним органам влади СРСР.
3 березня 1991 року відбувся референдум з питання незалежності Естонії, 78,4% учасників якого проголосували за відновлення суверенної держави. 20 серпня 1991 року Верховна Рада Естонської Республіки прийняла постанову «Про державну незалежність Естонії», яка підтвердила незалежність республіки на підставі принципу «історичного правонаступництва естонської державності». Внаслідок даної поправки відновлювалась законодавча база Естонської Республіки, період існування Естонської РСР був визнаний «періодом окупації», а право громадянства отримували лише нащадки Естонської Республіки.
Вранці 21 серпня радянські десантники, які прибули до Таллінна за наказом ДКНС, атакували та захопили декілька поверхів телевежі. Будинок радіо не було взято — звідти як і раніше транслювалися повідомлення про події в Естонії. Того ж дня після провалу серпневого путчу та переговорів з керівництвом Естонії десантники звільнили Талліннську телевежу і залишили країну.  
6 вересня 1991 року новостворена Державна Рада СРСР офіційно визнала незалежність Естонської Республіки.

## Значення та наслідки
Розпад СРСР розпочався у другій половині 1980-х років. Перші заворушення у країнах Балтії отримали назву «Співочої революції», оскільки вони спиралися на романтичні ідеали національного відродження.
Поняття «Співоча революція» передусім стосується Естонії та Латвії, меншою мірою — Литви. Символами Співочої революції стали народні пісні балтійських народів (у Латвії — дайни), які співалися на мітингах.
Часто пісні співали вночі під час масових зібрань населення на міських майданах. Так 11 вересня 1988 року на Співочому полі Таллінна під час музичного фестивалю «Пісня Естонії», за версією ЗМІ, зібралося близько 300 000 естонців. У Литві рух отримав назву «Саюдіс».
Славнозвісним став і живий ланцюг людей довжиною 600 км (Таллінн-Рига-Вільнюс), який було утворено 23 серпня 1989 року, який називався «Балтійський шлях».
Під час Співочої революції в країнах Балтії відзначились і свої активісти, які сформували перші національні еліти після здобуття незалежності.
Період романтизму швидко поступився місцем новій прагматичній політиці, в тому числі в межах атлантизму НАТО. Це призвело до того, що за перші 10 років відновленої незалежності в країнах Балтії відбулося майже повне витіснення політичного покоління серпня 1991, вихованого на романтичних пісенних ідеалах.